# Chloe Smith
Chloe Rebecca Smith, née le 17 mai 1982, est une femme politique du parti conservateur britannique et députée de Norwich North.
Elle est élue à un siège lors d'une élection partielle le 23 juillet 2009, à la suite de la démission du député travailliste Ian Gibson à la suite du scandale des dépenses des députés.
De septembre à octobre 2022, elle est secrétaire d'État au Travail et aux Retraites.
Elle est brièvement secrétaire d’État à la Science, à l'Innovation et à la Technologie d'avril à juillet 2023 pendant le congé de maternité de Michelle Donelan.

## Jeunesse
Elle est née à Ashford, dans le Kent ; sa famille déménage dans le Norfolk quand elle a trois ans. Ayant grandi à Stoke Ferry, elle fréquente des écoles polyvalentes à Swaffham et à Methwold ; après une année sabbatique chez Gillian Shephard, ancienne secrétaire conservatrice à l'éducation, elle étudie la littérature anglaise à l'université d'York. Elle entreprend des travaux d'été pour Bernard Jenkin.
Après avoir obtenu son diplôme de l'université York, elle rejoint Deloitte en tant que Conseil en stratégie.
En 2007, elle est choisie comme candidate du parti conservateur dans la circonscription de Norwich North aux élections générales. Elle prend ensuite congé de son poste et est détachée auprès du bureau central conservateur.

## Carrière parlementaire

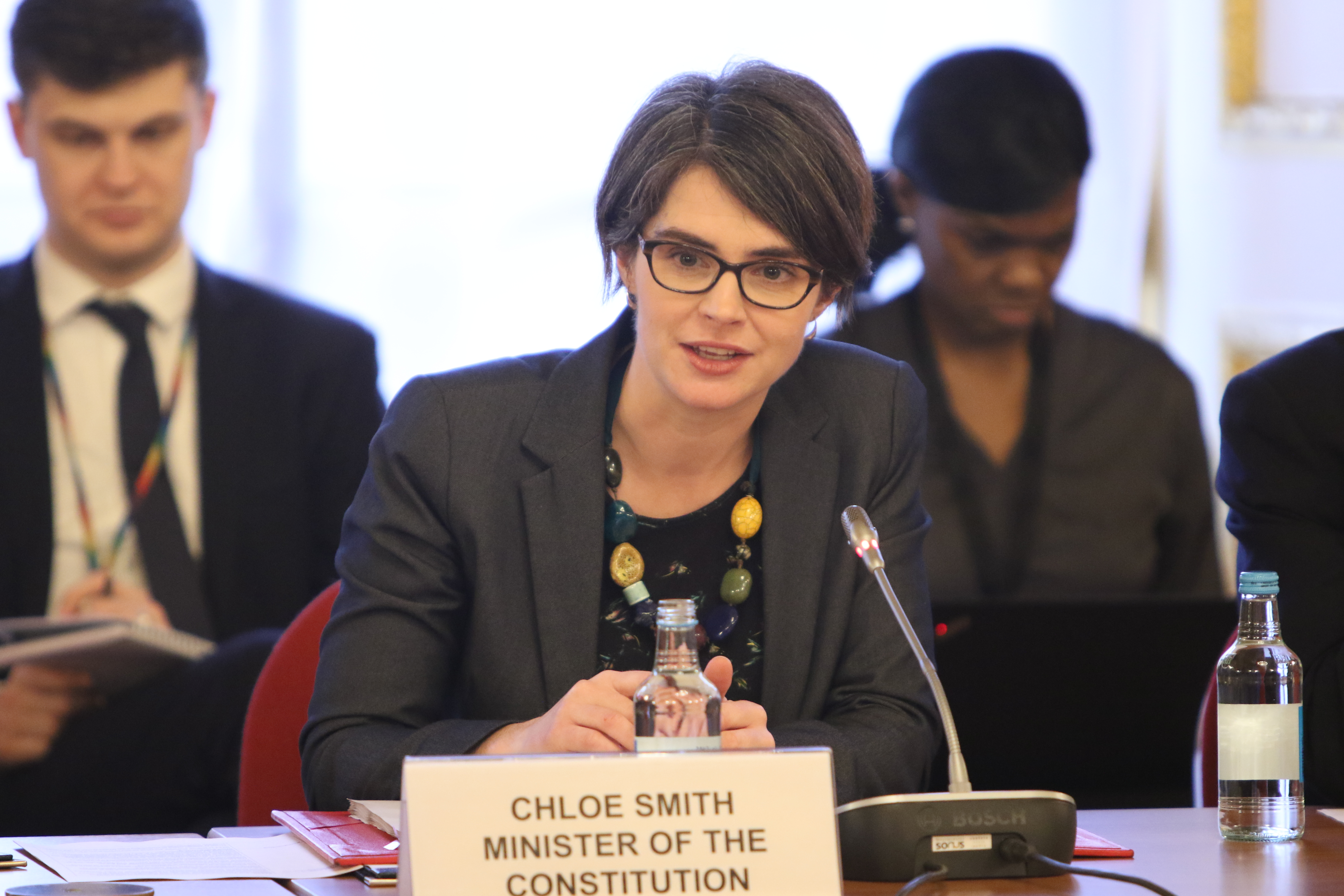
Chloe Smith au Conseil ministériel conjoint des territoires d'outre-mer, 2018

À la suite de la démission du député travailliste Ian Gibson, elle est la candidate à l'élection partielle des conservateurs et remporte ensuite le siège, devenant la plus jeune membre de la Chambre des communes. Elle prend son siège à la Chambre des communes à la fin de la pause parlementaire en octobre.
Le 14 octobre 2011, elle est nommée Secrétaire économique du Trésor à la suite d'un remaniement ministériel, devenant ainsi la plus jeune ministre du gouvernement à ce moment-là. Le 26 juin 2012, elle participe à l'émission Newsnight de la BBC Two et est interviewée au sujet de la décision prise par le chancelier George Osborne ce jour-là de retarder le projet d'augmentation des taxes sur les carburants. L'intervieweur Jeremy Paxman met en doute le changement politique sur la consommation de carburant. L’interview suscite de nombreux commentaires de la part des médias et d’autres personnalités politiques. Elle est décrite comme une "insulte" et une "humiliation" pour Smith,. Des personnalités, comme John Prescott et Nadine Dorries, mettent en cause le jugement d'Osborne pour avoir envoyé une jeune ministre au programme à sa place,.
En août 2013, elle est critiquée par des militants de la transparence pour avoir bloqué l'identification des fonctionnaires et des organismes du secteur public responsables de 77 millions de livres sterling de vols réservés via le service des marchés publics. En octobre 2013, elle démissionne du Cabinet Office pour "se concentrer sur la partie la plus importante de mon travail: être députée de Norwich North".
Elle conserve son siège à Norwich North aux élections législatives de 2017, obtenant 21 900 voix, gagnant de 507 voix devant Chris Jones, du Labour. Après les élections, elle est nommée sous-secrétaire d’État parlementaire pour l’Irlande du Nord auprès de James Brokenshire.
Elle soutient les réductions d'impôts, l'augmentation de la TVA et est opposée au traité de Lisbonne. Elle soutient également la légalisation du mariage homosexuel. Elle choisit Benjamin Disraeli comme un chef politique qu'elle admire.
Elle est opposée au Brexit avant le référendum de 2016. Malgré cela, elle approuve la désignation de Boris Johnson lors de l'élection de 2019 à la direction du Parti conservateur.
Elle est de nouveau Secrétaire parlementaire au Bureau du Cabinet du 9 janvier 2018 au 13 février 2020, puis Ministre d'État à la Constitution et à la Dévolution du 13 février 2020 au 16 septembre 2021. Elle devient Ministre d'État aux Personnes handicapées, au Travail et à la Santé du 16 septembre 2021 au 6 septembre 2022. 
Elle est secrétaire d'État au Travail et aux Retraites du 7 septembre au 25 octobre 2022 dans le gouvernement Truss. Elle est secrétaire d’État à la Science, à l'Innovation et à la technologie du 28 avril 2023 au 5 juillet 2024, dans le gouvernement Sunak.